# Banksia
- Commons
- Wikispecies

Banksia é um género botânico pertencente à família Proteaceae.